# Пелтола, Мэри
Мэри Пелтола (англ. Mary Peltola, урождённая Сэттлер; центр. юпик Akalleq; род. 31 августа 1973, Анкоридж) — американский политик, представляющая Демократическую партию. Член Палаты представителей США от единого избирательного округа штата Аляска с 13 сентября 2022 года.
Представительница юпиков центральной Аляски; первый в истории член Конгресса США, принадлежащий к коренному населению Аляски. Кроме того, является первой женщиной в Палате представителей США от Аляски и первым таковым демократом с 1972 года, а также первым рождённым в Аляске депутатом от штата. Более того, она является единственной в Конгрессе США, исповедующей русское православие (принадлежит к епархии Аляски).

## Биография
Родилась в семье выходца из Небраски немецкого происхождения и представительницы коренного эскимосского народа юпиков, воспитывавшейся в общинах Куитлук, Тунтутулиак, Платинум и Бетел. Уже в детстве её с собой брал отец в агитпоездки по штату в поддержку конгрессмена Дона Янга. Учась в колледже, работала в Департаменте рыболовства и охоты. Получила педагогическое образование в Университете Северного Колорадо (1991—1993), Аляскинском университете в Фэрбенксе (1994—1995), Юго-восточном Аляскинском университете (1995—1997), Аляскинском университете в Анкоридже (1997—1998). В 1995 году победила на конкурсе красоты Национального конгресса американских индейцев.
В 1996 году Пелтола, бывшая интерном в Легислатуре Аляски, выдвинула туда свою кандидатуру, но проиграла действующему местному депутату Ивану Ивану на 56 голосов. Также работала репортёркой. На выборах 1998 года сумела победить Ивана и попасть в Палату представителей Аляски, оставаясь её депутатом с 1999 по 2009 год в качестве представительницы сперва 39-го, а затем 38-го округа.

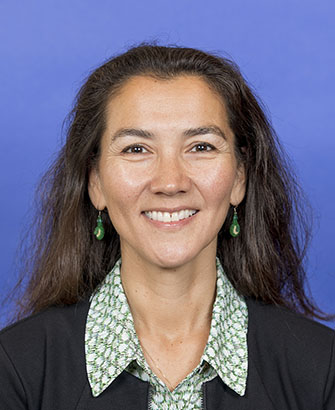
Пелтола в Конгрессе 117-го созыва

В 2010 году участвовала в успешной кампании переизбрании сенатора Лизы Мурковски, когда та проиграла праймериз собственной Республиканской партии. В 2011—2013 годах была местным депутатом горсовета Бетеля. Пелтола была исполнительным директором Межплеменной комиссии по рыболовству реки Кускокуим с 2016 года и судьёй Племенного суда совета коренных жителей Оруцармуита с 2020 до 2021 года.
31 августа 2022 года представительница Демократической партии Пелтола стала победительницей досрочных выборов на замещение места члена Конгресса США Дона Янга, умершего в марте. Она победила бывшего губернатора Сару Пэйлин и Ника Бегича-младшего в двух турах подсчёта, набрав 39,7 % и 51,5 % голосов соответственно. Сохранила своё место в Палате представителей, обойдя Пэйлин и Бегича на очередных всеобщих выборах ноября 2022 года с ещё большим отрывом: она набрала 48,7 %, 49,2 % и 54,95 % в трёх турах подсчёта голосов.
Её третий муж Eugene "Buzzy" Peltola Jr. погиб 13 сентября 2023 года, ожидая спасателей после авиакатастрофы самолёта, который он пилотировал вечером 12 сентября. Мать четверых собственных детей (также приходится мачехой троим детям бывшего супруга).
Воздержалась от голосования по определению кандидата от демократов на выборах 2024 года.